# Petit Jehan de Florange
Petit Jehan de Florange ou Petit Jean Flörchinger (vers 1465 - 9 août 1521 à Bouillon), surnommé Capitaine Poincelet, était officier au sceau de Robert II de La Marck et capitaine de la forteresse de Florange en 1514.

## Biographie
Il tenta de s'emparer de Thionville en 1514. Il défendit les forteresses de Florange et Bouillon en 1521.
Il est l'ancêtre de tous les Florsch, Flörchinger et Florange et des personnes qui descendent de ces familles.